# Plymouth (Massachusetts)
Plymouth je město, jedno ze dvou okresních sídel okresu Plymouth ve státě Massachusetts v USA (druhé je Brockton).
Plymouth leží asi 64 km jižně od Bostonu v regionu South Shore u zálivu Cape Cod v Atlantském oceánu.
Před příchodem osadníků z Anglie se zde nacházela vesnice obývaná již vyhynulou skupinou Indiánů Patuxet, kteří byli podskupinou kmene Wampanoag. Přes 90% kmene vyhynulo kvůli dvěma epidemiím přivlečených pravděpodobně britskými a francouzskými rybáři, které vypukly v letech 1614 a 1617. Samotné město bylo založeno roku 1620, je jedno z prvních měst Evropanů a je vyhledávané turisty. Dnes má město okolo 60 tisíc obyvatel.